# Brankovići (Žepče, BiH)
Brankovići su naseljeno mjesto u sastavu općine Žepče, FBiH, BiH. Do 2001. godine naselje se nalazilo u sastavu općine Zavidovići.

## Stanovništvo
Nacionalni sastav stanovništva 1991. godine, bio je sljedeći:
ukupno: 574
- Hrvati - 544
- Jugoslaveni - 3